# Le Chêne (film, 1992)
Pour les articles homonymes, voir Chêne (homonymie) et Le Chêne (film, 2022).
Pour plus de détails, voir Fiche technique et Distribution.
Le Chêne (Balanţa) est un film roumain réalisé par Lucian Pintilie, sorti en 1992.

## Synopsis
Dans la Roumanie de Nicolae Ceaușescu, Nela, fille d'un ancien colonel de la Securitate, refuse de suivre la voie de son père et de sa sœur. À la mort de son père, elle quitte Bucarest pour aller enseigner dans une ville de campagne, elle y rencontre Mitica.

## Fiche technique
- Titre : Le Chêne
- Titre original : Balanța
- Réalisation : Lucian Pintilie
- Scénario : Lucian Pintilie d'après Ion Baiesu
- Pays d'origine : Roumanie
- Format : Couleurs - Stéréo - 35 mm
- Genre : Drame
- Durée : 105 minutes
- Date de sortie : 1992

## Distribution
- Maia Morgenstern : Nela
- Răzvan Vasilescu : Mitica
- Victor Rebengiuc : maire du village
- Dorel Vișan : prêtre
- Mariana Mihuț : femme du prêtre
- Gheorghe Visu : prêtre dans le train
- Dan Condurache : procureur
- Virgil Andriescu : père de Nela
- Matei Alexandru : Butușină
- Leopoldina Bălănuța : mère de Nela
- Magda Catone : assistant de Mitica
- Ionel Mihailescu : Titi

## Distinctions
- 1992 : Nommé pour le Top 10 des Cahiers du cinéma[1]
- 1992 : Meilleure actrice pour Maia Morgenstern au Festival du film de Genève